# Leskea filivaga
Leskea filivaga är en bladmossart som beskrevs av Brotherus 1907. Leskea filivaga ingår i släktet Leskea och familjen Leskeaceae. Inga underarter finns listade i Catalogue of Life.